# اندیس توئیه دروار
توئیه دروار یک اندیس فلزی است که در حوالی شهر جام استان سمنان قرار دارد و مادهٔ معدنی موجود در آن، سرب و روی است.  